# Ablon-sur-Seine
Ablon-sur-Seine ist eine französische Gemeinde mit 6029 Einwohnern (Stand: 1. Januar 2022) im Département Val-de-Marne in der Region Île-de-France. Ablon-sur-Seine gehört zum Arrondissement L’Haÿ-les-Roses und zum Kanton Orly. Die Einwohner werden Ablonais genannt.

## Geographie
Die Gemeinde liegt an der Seine, etwa 15 Kilometer südsüdöstlich von Paris, an der Grenze zum Département Essonne. Umgeben wird Ablon-sur-Seine von den Nachbargemeinden Villeneuve-le-Roi im Norden, Vigneux-sur-Seine im Süden und Athis-Mons im Südwesten.

## Geschichte
Mit dem Edikt von Nantes war seit 1598 gestattet, dass ein protestantisches Gotteshaus in Ablon errichtet wurde, den die Pariser Hugenotten bis zur Aufhebung des Edikts 1685 besuchten.
Die Gemeinde lebte in ihrer Geschichte fast durchgehend von der Nähe zur Seine, einerseits durch Handel und Schifffahrt, andererseits durch Landwirtschaft. In der Mitte des 20. Jahrhunderts entwickelte sie sich im Zuge der Suburbanisierung zur Wohngemeinde, die von Einfamilienhäusern (pavillons) dominiert wird.

### Bevölkerungsentwicklung
| Jahr      | 1936 | 1946 | 1954 | 1962 | 1968 | 1975 | 1982 | 1990 | 1999 | 2006 | 2011 | 2021 |
| --------- | ---- | ---- | ---- | ---- | ---- | ---- | ---- | ---- | ---- | ---- | ---- | ---- |
| Einwohner | 2193 | 2637 | 3220 | 5086 | 5692 | 5531 | 5264 | 4938 | 4867 | 5171 | 5221 | 5946 |

## Persönlichkeiten
- Jacques-Antoine de Chambarlhac de Laubespin (1754–1826), Infanteriegeneral
- Alain Poher (1909–1996), Politiker, interimistischer Staatspräsident

## Gemeindepartnerschaften
Mit der deutschen Gemeinde Neubiberg in Bayern besteht seit 1974/75 eine Partnerschaft.